# Улица насилия
«Улица насилия» (яп. 暴力の街: борёку-но мати; англ. Street of Violence) — японский чёрно-белый фильм-драма, созданный известным представителем «независимого» японского кино, режиссёром Сацуо Ямамото в 1950 году. В основу сценария, созданного по коллективному произведению работников отделения газеты «Асахи» в городе Урава (ныне этот город поглощён разросшимся мегаполисом Сайтама), положен реальный инцидент, произошедший в послевоенной истории в городке Хондзё. В этом городе местная мафия, при помощи коррумпированных полицейских и городских властей, держала под контролем чёрный рынок текстильной продукции.

## Сюжет
Городок Тодзё славится своими тканями. Здесь при попустительстве подкупленной полиции и прокуратуры орудует группа бандитов, во главе которой стоит крупный босс Ониси. В городе царит произвол и насилие. Обо всём этом сообщает в газете «Дайто симбун» её корреспондент Кита. Никакие оскорбления со стороны клики Ониси не могут сломить решимость Киты. Он докладывает о положении в городе заведующему филиалом газеты Сагаве. Сагава посылает в город Тодзё корреспондента Кавасаки с поручением выяснить всё о нечестных людях, терроризирующих город. Приверженцы Ониси, забрав в свои руки местную газету, пытаются оказать давление на корреспондента. Они угрожают молодёжи, женщинам, когда те помогают Кавасаки, стремясь оздоровить управление городом. Усилия Кавасаки и Сагавы приводят к тому, что в городе усиливается недовольство городскими боссами. О событиях в городе Тодзё становится известным всей стране. Сторонники Ониси пользуются поддержкой полиции и действующего за одно с ними прокурора. Один из депутатов городского муниципалитета, раскаявшись в своих поступках, признаётся Сагаве, что городские власти использовали в своих целях полицию и бандитские шайки. Положение Ониси становится всё более шатким. Вскоре созывается собрание,  представляющее волю всех жителей города. На нём принимается решение о смещении начальника полицейского участка и прокурора, а также о выражении недоверия комитету общественной безопасности. Ониси наконец вынужден уйти в отставку. В городе наступает долгожданный мир.

## В ролях
- Такаси Симура — Сагава, заведующий филиалом газеты
- Ясуми Хара — Кита, корреспондент
- Рё Икэбэ — Кавасаки, корреспондент
- Акитакэ Коно — Эномото, корреспондент
- Исао Нумасаки — Итикава, корреспондент
- Такаси Канда — Масуяма, корреспондент
- Ясуси Нагата — Сасаки, корреспондент
- Дзюкити Уно — Нацумэ, корреспондент
- Эйтаро Одзава
- Дзюнноскэ Миядзаки — Аидзава, корреспондент
- Син Датэ — в роли неизвестного
- Хатаэ Киси — Тадзуко, сестра Киты
- Масао Симидзу — Окано
- Каппэй Мацумото — Мацуно, корреспондент
- Эйдзи Фунакоси — Одзаки, корреспондент
- Масао Мисима — босс мафии Ониси
- Тайдзи Тонояма — работник гостиницы
- Кэндзиро Уэмура — Тоси
- Осаму Такидзава — Тонами, прокурор
- Тору Абэ — Тадзима
- Дзюн Татара — Ямамото

## О фильме
Кинокартина «Улица насилия» была важным историческим этапом в развитии японского кино. 15 миллионов иен для её создания были получены профсоюзом при решении конфликта на студии «Тохо». В то время был создан профсоюз работников японского кино и театра. Комиссия по производству кинофильмов этого профсоюза и режиссёр Сацуо Ямамото проделали колоссальную работу, какая до этого была просто невозможна в рамках съёмочного процесса на больших студиях. В основу фильма положен известный инцидент, имевший место в городе Хондзё (префектура Сайтама). Съёмки проводились в этом городе, и в фильме есть даже кадры, в которых запечатлены бандиты, угрожающие съёмочной группе. Кинолента была одной из первых в независимом японском кинопроизводстве.
Первоначально сценарий назывался ペン偽らず — «Пэн ицуварадзу» («Правдивое перо»), но когда съёмки были завершены, было принято решение переименовать его в «Улицу насилия».
Многие известные актёры, участвовавшие в постановке, такие как Такаси Симура, Рё Икэбэ, Дзюкити Уно, Масао Симидзу, Осаму Такидзава и др., работали без оплаты, понимая, что участвуют в большом и важном проекте.

## Премьеры
- — национальная премьера фильма состоялась 26 февраля 1950 года[3].

## Награды и номинации
Премия журнала «Кинэма Дзюмпо» (1951)
- Номинация на премию за лучший фильм 1950 года, однако по результатам голосования кинолента заняла лишь 8-е место.